# Kelleria vaga
Kelleria vaga is een eenoogkreeftjessoort uit de familie van de Kelleriidae. De wetenschappelijke naam van de soort is voor het eerst geldig gepubliceerd in 2000 door Kim I.H..